# At War with the Army
At War with the Army is een Amerikaanse muziekfilm uit 1950.

## Verhaal
Vic Puccinelli en Arvin Korwin zitten beide in het leger voor hun militaire dienst. Puccinelli's doel is om een andere job te krijgen binnen het leger, en Korwins doel is om zijn vrouw en kind te zien, maar daarvoor moeten ze beide voorbij sergeant McVey.

## Rolverdeling
| Acteur        | Personage               |
| ------------- | ----------------------- |
| Dean Martin   | 1st Sgt. Vic Puccinelli |
| Jerry Lewis   | Pfc. Alvin Korwin       |
| Mike Kellin   | Sgt. McVey              |
| Jimmie Dundee | Eddie                   |
| Dick Stabile  | Pvt. Pokey              |
| Polly Bergen  | Helen Palmer            |